# Eugène Huvelin
Eugène Huvelin (* 23. August 1742 in Jonvelle; † 29. März 1828 im Kloster Bellevaux) war ein französischer Zisterzienser und Klostergründer.

## Leben
François Désiré Huvelin wuchs Mitte des 18. Jahrhunderts in Jonvelle (östlich von Bourbonne-les-Bains) im damaligen Bistum Langres auf. Nach der Revolution lag der Ort im äußersten Norden des Départements Haute-Saône und gehörte ab 1801 zum Erzbistum Besançon. Huvelins ältere Schwester war Klarissin, ein älterer Bruder Benediktiner und ein weiterer Bruder Jesuit. Er selbst machte eine Kaufmannslehre in Lyon und trat am 13. August 1761 im Alter von 18 Jahren in das von Eustache de Beaufort reformierte Zisterzienserkloster Sept-Fons ein. Bei der Einkleidung erhielt er den Ordensnamen Eugène (nach dem Zisterzienserpapst Eugen III.). 1762 legte er die Profess ab.
Nach einer Zeit als Infirmar wurde er wegen seiner kaufmännischen Vorbildung und seiner Tüchtigkeit zum Ökonom des Klosters bestimmt, eine Tätigkeit, die er auch zum Wohle des von Sept-Fons übernommenen Klosters Val-des-Choues ausübte. Da er (gegen seinen Willen) 1768 zum Diakon und 1776 zum Priester geweiht war, wählte man ihn in Val-des-Choues (auch: Saint-Lieu) zum Prior, was er jedoch ablehnte. Das Amt eines Oberen der Laienbrüder in Sept-Fons nahm er an. Zusätzlich war er Betreuer der exkommunizierten Mitbrüder. Von der Wertschätzung, die er allgemein genoss, zeugt ein Briefwechsel mit Louis Jean Marie de Bourbon, duc de Penthièvre.
Nach Auflösung der Klöster durch die Französische Revolution erkundigte sich der inzwischen knapp 50-jährige Huvelin brieflich bei seinem in Köln im Exil weilenden Bischof César-Guillaume de La Luzerne nach seinen Pflichten und Möglichkeiten und ließ sich dann in der Familie eines Schwagers in Corre, einem Nachbarort von Jonvelle, nieder, wo er bestmöglich die Ordensregel weiter beachtete. Die verschärfte Priesterfeindlichkeit der Revolution zwang ihn 1792 zur Flucht in die Schweiz. Er kam in Solothurn unter, wo sich zahlreiche Priester des Bistums Besançon befanden, unter denen er sich als Krankenhelfer einen Namen machte. Als 1801 die Rückkehr möglich war, wurde er vom Bischof zum Pfarrer von Vougécourt, einem weiteren Nachbarort von Jonvelle, bestimmt.
Huvelin, der dauerhaft an seinem Mönchsideal festhielt, gelang 1817 im Alter von 75 Jahren der Kauf des ehemaligen Zisterzienserklosters Bellevaux (20 km nördlich von Besançon), in dem er mit einigen Laienbrüdern (darunter zwei aus Sept-Fons) streng monastisch lebte. Er holte die Reliquien von Peter von Tarentaise nach Bellevaux. Bei seinem Tod 1828 (im Alter von 85 Jahren) rettete Kardinal Louis-François-Auguste de Rohan-Chabot das dortige Klosterleben, indem er das Kloster Le Gard (Sammelort der aus dem deutschen Exil zurückgekehrten Zisterzienser der strengen Observanz) bewegen konnte, einige Mönche nach Bellevaux abzustellen. Diese Gemeinschaft wechselte über mehrere Zwischenstationen 1861 in das Kloster Tamié, das heute noch lebendig ist. Huvelins Ursprungskloster Sept-Fons (ebenfalls heute lebendig) wurde 1845 wiederbesiedelt, indem Kloster Le Gard dahin umzog.